# El misterioso tío Silas
El misterioso tío Silas (también conocida como Tela de araña) es una película argentina del género de drama filmada en blanco y negro dirigida por Carlos Schlieper sobre el guion de Jorge Jantus y León Mirlas según la novela Uncle Sylas, de Sheridan Le Fanu, con diálogos adicionales de María Luz Regás que se estrenó el 7 de mayo de 1947 y que tuvo como protagonistas a Elsa O'Connor, Elisa Christian Galvé, Francisco de Paula, Ricardo Galache, María Santos y Homero Cárpena.

## Sinopsis
Una mujer intenta huir al enterarse de que sus sobrinos quieren asesinarla.

## Reparto
- Elsa O'Connor …Madame De La Rouger
- Elisa Christian Galvé …Maud Ruthyn
- Francisco de Paula …Jack Morris
- Ricardo Galache …Agustín / Silas
- Homero Cárpena …William
- María Santos …Mary
- Pascual Nacaratti …Dick
- Mariana Martí …Molly
- Norma Giménez …Maggie
- Maruja Roig …Lucía
- César Fiaschi …Abogado
- Marga Landova …Mónica Morris
- Raquel Notar …Posadera
- Nora Samsó …Matilde
- Juan Pecci …Peter
- José Castro Volpe …
- Jorge Villoldo …Cochero

## Comentario
Según el crítico Abel Posadas, la película es importante para conocer el duende de Carlos Schlieper, la capacidad para transformar en un monumento que llamaríamos camp a un filme irredimible desde el punto de partida: la elección de Elisa Christian Galvé como una huerfanita.
Para el crítico Roland «es un relato sin vigor ni personalidad en un estilo pobre (...) Schlieper compone bien las escenas técnicamente, pero no hay inquietud en la creación, ni seguridad en el relato», en tanto el Heraldo de la Cinematografía opinaba que el filme se destacaba por la tensión pese a la forma un tanto ingenua.

## Versión para televisión
En la serie de televisión británica Mystery and Imagination el episodio 1° de la 4° temporada, estrenado el 4 de noviembre de 1968 y dirigido por Alan Cooke, fue Uncle Silas, una adaptación de la misma novela.